# Могенсен, Андреас
Андреас Энеуолль Могенсен (дат. Andreas Enevold Mogensen; род. 2 ноября 1976, Копенгаген, Дания) — астронавт Европейского космического агентства (ЕКА), первый астронавт — гражданин Дании и 544-й космонавт мира, доктор философии. Участник двух космических полётов. В сентябре 2015 года совершил космический полёт в качестве бортинженера-1 транспортного пилотируемого корабля (ТПК) «Союз ТМА-18М» к Международной космической станции (МКС). Являлся членом экспедиции посещения ЭП-18 на МКС. Возвратился на Землю на ТПК «Союз ТМА-16М». Продолжительность полёта составила 9 суток 20 часов 13 минут 51 секунду.
26 августа 2023 года стартовал в составе экипажа миссии SpaceX Crew-7 на американском частном многоразовом космическом корабле Crew Dragon компании SpaceX c помощью тяжелой ракеты-носителя Falcon 9 к Международной космической станции. Участник космических экспедиций МКС-69/МКС-70. 12 марта 2024 года после 199-суточной экспедиции в космос вернулся на Землю. 

## Биография
Андреас Могенсен родился 2 ноября 1976 года в Копенгагене. В 1993 году окончил начальную международную школу (дат. Rygaards International School) и продолжил обучение в средней школе, после окончания которой в 1995 году получил международную степень бакалавра.
В июне 1999 года окончил Имперский колледж Лондона и получил степень магистра в области авиационного машиностроения. При подготовке диссертации по исследованию систем управления беспилотных летательных аппаратов работал в институте робототехники в Лиссабоне (Португалия).
В 2000—2001 годах работал в нефтесервисной компании «Шлюмберже́» инженером по ремонту и техническому обслуживанию буровых установок на морских нефтяных платформах в Западной Африке (республиках Конго и Ангола), после чего вернулся в Данию и до 2003 года работал в научно-исследовательском отделе по разработке алгоритмов управления тангажем ветровых турбин в компании Vestas Wind Systems A/S, которая занимается производством ветрогенераторов.
С 2004 года работал в Центре космических исследований Техасского университета в Остине научным сотрудником и аспирантом кафедры авиакосмической техники. В 2004 году защитил курсовой проект на тему подземного ракетного производства на Марсе. Участвовал в разработке систем передачи и приёма радиосигналов в ходе планируемых космических полётов на Марс с использованием доплеровского измерения от трансиверной радиостанции, представлял данные разработки на конференции в 2005 году в Американском институте аэронавтики и астронавтики, а в октябре 2007 года защитил диссертацию по этой теме и получил степень доктора философии в области аэрокосмической инженерии.
В 2007—2008 годах работал в компании HE Space Operations в Фридрихсхафене (Германия) специалистом систем управления положением космических аппаратов в орбитальном полёте, а также инженером космических операций в ходе проведения спутниковой миссии Swarm Европейское космическое агентство (ЕКА), предназначенной для изучения магнитного поля Земли. С 2008 года в космическом центре Университета Суррея в Великобритании занимался исследованиями в области точности наведения, навигации и управления космическими кораблями при посадке в ходе проведения лунных и марсианских экспедиций.

## Космическая подготовка

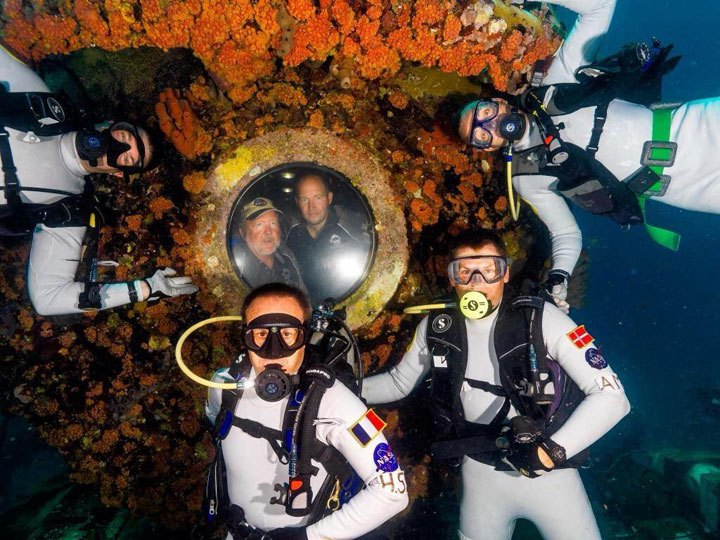
Могенсен (второй справа) в подводном научно-тренировочном центре «Аквариус»

20 мая 2009 года Андреас Могенсен был отобран в отряд астронавтов ЕКА во время четвёртого набора. 22 ноября 2010 года, завершив курс общекосмической подготовки в Европейском центре астронавтов в Кёльне (Германия), получил сертификат астронавта ЕКА. В настоящее время является единственным астронавтом Дании.
В сентябре — ноябре 2010 года проходил подготовку в Центре подготовки космонавтов имени Ю. А. Гагарина, которая включала знакомство с российским сегментом МКС, кораблём «Союз» и скафандром «Сокол», полёты на специально оборудованном самолёте Ту-134 для проведения воздушных визуально-инструментальных наблюдений Земли, а также изучение русского языка. 26 июля 2012 года получил сертификат об успешном окончании программы обучения по системам транспортного пилотируемого корабля «Союз».
В 2012 году был членом недельной миссии «Caves» (Cooperative Adventure for Valuing and Exercising) проекта ЕКА, в ходе которой будущие члены космического экипажа живут в подземных пещерах, где смоделированы условия изоляции, близкие к условиям на МКС. Во время проведения тренировки в пещерах на острове Сардиния (Италия) при участии Могенсена удалось обнаружить новый вид изоподов — ракообразное таксона Alpioniscus.
В сентябре 2013 года Могенсен принял участие в тренировках, имитирующих работу в открытом космосе, которые проходили на дне Атлантического океана возле побережья Флориды в подводном научно-тренировочном центре «Аквариус» на глубине 20 метров.
С 20 по 22 января 2014 года вместе с космонавтом С. Волковым участвовал в автономной комплексной тренировке по действиям экипажа в случае аварийной посадки космического корабля зимой в лесисто-болотистой местности.
Проходил подготовку в составе экипажа космического корабля «Союз ТМА-18М». 28 июля 2015 года решением Государственной медицинской комиссии был признан годным к космическому полету по состоянию здоровья. 6—7 августа 2015 года участвовал в комплексных тренировках в качестве бортинженера основного экипажа корабля. 7 августа экипаж сдал зачёт на тренажере ТПК «Союз ТМА-М». 10 августа решением Межведомственной комиссии рекомендован вместе с членами основного и дублирующего экипажей МКС-45/46/ЭП-18 к продолжению предполётной подготовки на космодроме Байконур. 18 августа 2015 года основной экипаж пилотируемого космического корабля «Союз ТМА-18М» прибыл на космодром и приступил к дальнейшим занятиям. 1 сентября решением Государственной комиссии он был утверждён бортинженером-1 экипажа ТПК «Союз ТМА-18М».
24 марта 2022 года в пресс-релизе НАСА появилось сообщение о его назначении пилотом корабля «Crew Dragon», полёт которого по программе SpaceX Crew-7 запланирован на август 2023 года. Это первый случай назначения иностранца на должность пилота американского космического корабля.

### Первый полёт
Полёт начался 2 сентября 2015 года. «Союз ТМА-18М» с экипажем в составе: командира корабля Сергея Волкова, бортинженеров Айдына Аимбетова и Андреаса Могенсена стартовал в 7 часов 37 минут по московскому времени со стартового комплекса площадки № 1 («Гагаринский старт») космодрома Байконур. Это был 500-й пуск ракеты-носителя с «Гагаринского старта». Подлёт космического корабля к МКС проходил по двухсуточной схеме. 3 сентября в 8 часов 40 минут корабль совершил манёвр отклонения от отработавшей 3-й ступени японской ракеты-носителя, запущенной в 1989 году. 4 сентября в 10 часов 39 минут в автоматическом режиме была проведена стыковка корабля с малым исследовательским модулем (МИМ2) «Поиск» российского сегмента МКС.
Космическая 10-суточная миссия Могенсена заключалась в проведении ряда биологических и технологических экспериментов (испытание нового мобильного аппарата связи, новых датчиков и сенсоров для мониторинга основных жизненных функций человека). Для проведения российско-европейского эксперимента под названием MARES по изучению мышечной атрофии астронавт Могенсен за сутки перед стартом побрил правую ногу для облегчения установки на неё электродов.
Провёл на борту МКС уникальный эксперимент Interact: удалённо управлял роботом-вездеходом с обратной связью, который находился на Земле, в ангаре технического центра по разработке и тестированию технологий ESTEC (Нидерланды, ЕКА).
Могенсен и Аимбетов являлись членами экспедиции посещения ЭП-18. Их возвращение на Землю состоялось 12 сентября 2015 года на космическом корабле «Союз ТМА-16М», командиром которого был космонавт Г. И. Падалка, находившийся на МКС с 27 марта 2015 года. ТПК «Союз ТМА-16М» 12 сентября в 00 часов 29 минут (MSK) отстыковался от Международной космической станции, и в 3 часа 32 минуты 34 секунды его спускаемый аппарат успешно приземлился в казахской степи в 146 километрах юго-восточнее города Джезказгана. Продолжительность полёта Могенсена составила 9 суток 20 часов 13 минут 51 секунду.

### Второй полёт
26 августа 2023 года в 07:27 UTC (10:27 мск) отправился на МКС в рамках миссии SpaceX Crew-7 пилотом космического корабля Crew Dragon (Endurance). Старт осуществлён с помощью ракеты-носителя Falcon 9 со стартовой площадки  SLC-40 «Мыс Канаверал» штат Флорида. 27 августа в 16:16 мск корабль Crew Dragon с экипажем миссии Crew-7 причалил к узловому модулю «Гармония» американского сегмента МКС.
11 марта 2024 года в 15:20 UTC корабль SpaceX Crew-7 отстыковался от станции и после 199-суточной экспедиции в космос вернулся на Землю с четырьмя членами экипажа 12 марта 2024 года в 09:47 UTC, приводнившись в Мексиканском заливе неподалёку от побережья штата Флорида.
Статистика
| # | Стартовый корабль         | Старт, UTC           | Экспедиция          | Корабль посадки           | Посадка, UTC      | Налёт                       | Выходы в открытый космос | Время в открытом космосе |
| - | ------------------------- | -------------------- | ------------------- | ------------------------- | ----------------- | --------------------------- | ------------------------ | ------------------------ |
| 1 | Союз ТМА-18М              | 02.09.2015, 04:37    | Союз ТМА-18М, ЭП-18 | Союз ТМА-16М              | 12.09.2015, 00:51 | 9 суток 20 часов 14 минут   |                          |                          |
| 2 | Crew Dragon SpaceX Crew-7 | 26.08.2023, 7:27 UTC | МКС-69 / МКС-70     | Crew Dragon SpaceX Crew-7 | 12.03.2024, 12:47 | 199 суток 2 часа 19 минут   |                          |                          |
|   |                           |                      |                     |                           |                   | 208 суток 22 часа 33 минуты |                          |                          |

## Семья, личная жизнь, увлечения
Могенсен женат, в семье растёт дочь.
Андреас ведёт активный образ жизни, любит играть в баскетбол, регби и сквош, увлекается альпинизмом и дайвингом. Ведёт собственный блог в интернете. Радиолюбитель с позывным KG5GCZ.

## Награды
- Золотая королевская медаль Воздаяния с короной (2015 год)[28].